# الإقليم المداري الإفريقي

العالم المداري الإفريقي، باللون الأزرق

العالم المداري الإفريقي هو أحد الأقاليم الجغرافية الثمانية للأرض. وتشمل أفريقيا جنوب الصحراء الكبرى، والهامش الجنوبي والشرقي من شبه الجزيرة العربية، وجزيرة مدغشقر، وجنوب إيران وجنوب غرب باكستان الأقصى، وجزر المحيط الهندي الغربي. كانت تعرف سابقًا باسم النطاق الإثيوبي أو الإقليم الإثيوبي.